# 苏丹·奥穆尔然·乌卢
苏丹·奥穆尔然·乌卢（1992年8月8日—）是一名吉尔吉斯斯坦举重运动员，身高1.74米，曾参加广州亚运会，以276千克的成绩获62公斤级比赛第七名。